# Метлок (ТВ серија)
Метлок је америчка телевизијска правна драма у којој насловну улогу тумачи Енди Грифит. Серију су продуцирали Интермидија ентертејнмент компани (1. сезона), Фред Силверман компани, Продукција Дин Харгроув, Продукција Вајаком и Парамаунт телевизија (9. сезона). Серија се првобитно емитовала од 3. марта 1986. до 8. маја 1992. године на каналу Ен-Би-Си, а од 5. новембра 1992. до 7. маја 1995. године на каналу Еј-Би-Си. 
Формат серије је сличан формату серије "Пери Мејсон" (и "Пери Мејсон" и "Метлок" су имали ТВ филмове '80-тих које је створио Дин Харгров), сем што је Метлок идентификовао починиоце и суочавао се са њима у драматичним сценама на суду. Једина разлика је што је Мејсон ослобађао своје клијенте већ на саслушању, док је Метлок ослобађао своје клијенте на правом суђењу и пред поротом.

## Опис
Серија се врти око удовце Бенџамина "Бена" Метлока, лукавог адвоката. Обично, на крају случаја, је особа која сведочи и коју испитује Метлок починилац и Метлок то открије, упркос томе што нагласи да је његов циљ да докаже основану сумњу за случај његовог клијента и да докаже невиност свог клијента. 
Метлок је студирао право на Харварду, а након неколико година као јавни бранилац, отворио је своју фирму у Атланти, где живи на модерној фарми. Познато је да долази на места злочина како би открио трагове које је неко превидео и онда би донео виталну, алтернативну теорију о злочиину (обично убиству). 
Метлок је познат и по томе што једе хот догове. У 158. епизоди ("Вечера"), откривено је да му је хот дог омиљено јело још од кад је био млад. Као контраст, након завршетка серије, његова страст за хот договима је објашњена у 1997. године у серији "Дијагноза: Убиство" (у епизоди "Другостепено убиство"). Метлок криви др Марка Слоуна (Дик ван Дајк) за улагање у радио Стерео 8 1969. године, због чега је изгубио уштеђевину од 5000 долара и због чега сада мора да носи јефтина одела и да живи на хот договима. 

## Улоге

### Главне
- Енди Грифит као Бен Метлок
- Линда Перл (Лори Летин у пробној епизоди) као Шарлин Метлок, Бенова млађа ћерка која му је била партнерка у фирми пре него што се одселила у Филаделфију да отвори своју фирму (1. сезона).
- Алис Херсон као Хејзел, Бенова секретарица (пробна епизода)
- Кен Холидеј као Тајлер Хадсон, Бенов први приватни истражитељ (сезоне 1-3)
- Ненси Стафорд као Мишел Томас, адвокатица из Америке која живи у Лондону и која је Метлокова партнерка (сезоне 2-6)
- Кари Лајзер као Кејси Филипс, Бенова млада администраторка која је желела да му постане партнерка након Шарлининог одласка (2. сезона)
- Џули Сомарс као Џули Марч, тужилац и Бенова добра пријатељица (сезоне 3-6)
- Кларенс Гилјард Млађи као Конрад Мекмастерс, Бенов други приватни истражитељ и бивши шериф и родео јахач (сезоне 4-8)
- Брин Тејер као Лијен Макинтајер, Бенова старија ћерка која је радила са њим након Мишелиног одласка (сезоне 7-8)
- Данијел Робак као Клиф Луис, Бенов последњи партнер и приватни истражитељ, који је дипломирао у правној школи и који је син Беновог друга из детињства Билија Луиса (сезоне 7-9)
- Керол Хјустон као Џери Стоун, Бенова последња помоћница и приватна истражитељка која зна да пева успаванке (9. сезона)

### Епизодне
- Џејмс Макичин као поручник Френк Данијелс, Бенова веза у полицији (1. сезона)
- Мајкл Дарел као окружни тужилас Лојд Берџес (сезоне 1-6)
- Дејвид Фроман као поручник Боб Брукс, Бенова веза у полицији (сезоне 1-6)
- Дон Нотс као Лес "Ејс" Калхун, Бенов комшија кога је једном бранио у трећој сезони (сезоне 3-6)
- Ворен Фрост као Били Луис, Бенов друг из детињства и Клифов отац (сезоне 6-9)

## Промене
Првобитно, серија је почела тиме што Бен Метлок води приватну адвокатску фирму са својом ћерком Шарлин (коју је првобитно играла Лори Летин док улогу није преузела Линда Перл када је серије почела да се емитује). Метлокови запослени су такође били и секретарица Хејзел (која се једино појавила у ТВ филму где ју је глумила Алис Херсон) и Тајлер Хадсон (кога је тумачио Кен Холидеј), приватни истражитељ. Тајлер би често ишао на тајни задатак за Метлока под разним маскама да прикупи податке. Метоков најчешћи противник је била тужитељка Џули Марч (коју је тумачила Џули Сомарс), пореклом из Небраске. Иако су њих двоје имали професионални однос - тако што је Џули била тужитељка, а Метлок авдокат - њихов однос ван суднице је био врло пријатељски и њих двоје су често проводили време заједно ван суднице са повременим флертовањем. 
При крају прве сезоне, Метлок је такође запослио и Кејси Филипс (Кари Лајзер), дрску младу студенткињу права као канцеларијску радницу. Након завршетка прве сезоне Линда Перл је напустила серију и Метлокова ћерка Шарлин је исписана из серије тако што је отишла у Филаделфију да отвори своју адвокатску фирму. На почетку друге сезоне, Метлок је отишао у Енглеску да проба случај и тамо је упознао Мишел Томас (Ненси Стафорд), младу адвокатицу из Америке која живи у Лондону. Након завршетка случаја Мишел се вратила са Метлоком назад у САД и преузела Шарлинину улогу партнера у његовој фирми. Кејси је остала да ради као канцеларијска радница до краја друге сезоне када је нестала из разлога који никад нису разјашњени. Након одласка Лајзерове, Џули Сомарс је постала члан сталне поставе.
Неколико глумаца се појавило у другим улогама пре него што су постали чланови сталне поставе. У епизоди "Завођење" Ненси Стафорд је играла улогу Кaрин Нелсон/Керол Нејтан, проститутке прве класе којој је плаћено да лажно сведочи против Метлоковог клијента. У епизоди "Анђео" Кари Лајзер се први пут појавила као Метлокова клијенткиња Маргарет Данело, поп звезда позната под надимком "Анђео". Глумац Данијел Робак је играо адвоката Алекса Винтропа у епизоди "Свештеник" пре него што је постао члан сталне поставе играјући Клифа Луиса од седме сезоне.
Неки глумци су се појавили у различитим улогама у сваком појављивању у сеирји. На пример, Кетрин Симор је играла Кристину Харисон Ворд у епизоди "Афера", др Ванесу Сеџвик у епизоди "Геније" и Ирис Вогел у епизоди "Видовњакиња". Нана Визитор и Роди Мeкдауeл су играли по неколико улога такође. 
Након треће сезоне, Кен Холидеј је добио отказ. Метлок је запослио младог шерифа из Северне Каролине, Конрада Мекмастерса (Гилјард Мл.), да му буде нови приватни истражитељ. Као и Тајлер, и Конрад је ишао на тајне задатке да прикупља податке за случај. Ипак, та два лика су била различита у својим личностима и приступима раду. Тајлер је био као брокер и носио је са собом свој аристократски став, док се Конрад понашао више као радна снага. Метлок и Мекмастерс су постали добри пријатељи, пошто су слични на много начина. Такође током тог периода, Дон Нотс, колега Ендија Грифита који је глумио заменика Барнија Фајфа у серији Шоу Ендија Грифита, се често појављивао као Лес "Ејс" Калхун, Метлоков досадни комшија. 
Пре него што се Брин Тејер појавила у епизоди "Одмор" као Бенова (и до тада непомињана) старија ћерка Лијен Мекинтајер, која је постала тжилац у Филаделфији и која се удала и развела, први пут се појавила у епизоди "Осумњичени" као Роксaн Виндемер, лик у који је Бен био заљубљен. Сталној постави се придружила 1992. играјући лик сличан лику Линдe Перл ћерке-адвокатице Шарлин из прве сезоне (коме је лик Дајерове Лијен Мекинтајер сестра). Данијел Робак се такође придружио сталној постави у седмој сезони играјући Клифа Луиса, младог адвоката и помоћника. Ворен Фрост се придружио постави као епизодни лик Били Луис, Клифов отац и Бенов непријатељ из прошлости чију је сестру Бен оставио пред олтаром да би наставио школовање за адвоката. Након што је серија за последње три сезоне пребачена на канал Еј-Би-Си, Ненси Стафорд је напустила серију да би била више са породицом, а убрзо после ње је напустила и Џули Сомарс. Лик Дона Нотса који се појављивао епизодно у неколико епизода је избачен из серије. Кларенс Гилјард је остао у серији, али, кад су дошли Робак и његов лик Клиф Луис, његов лик је некако смањен. Након седме сезоне, Гилјард је отишао да би играо тексашког ренџера Џимија Тривета у новој серији "Вокер, тексашки ренџер", у којој главну улогу тумачи Чак Норис. 
И Метлок је као и Силверманов и Харгровљев Пери Мејсон постао серија наставак филма и трајао је девет сезона. Делимично је разлог тога су Грифитове године и што је хтео да проводи више времена са породицом јер је требало да напуни 70 година. Пре те сезоне, Брин Дајер је напустила серију и о Лијен се тајанствено више ништа није чуло. У деветој сезони је Керол Хјустон дошла да игра Џери Стоун, приватну истражитељку која је помагала Клифу у послу. Као и Конрад Мекмастерс, и Џери и Метлок су делили занимације укључујући и певање. 
Упоредо са премештањем серије на Еј-Би-Си дошле су и промене на снимању. Након снимања у Калифорнији док се серија емитовала на Ен-Би-Си-ју, што је исходило да се Грифит пресели из свог дугогодишњег дома у Северној Каролини на Западну Обалу, Еј-Би-Си је преместио продукцију Даг Филм Студио у Вилмингтону да би олакшао путовање Грифиту. Много гледалаца и медијских критичара је коментарисало нову атмосферу географског места и "ван Холивуда" додајући неке нове криминалистичке/заступничке/правне/судске призоре. Формат стила Перија Мејсона "ко је кривац" је више прилагођен стилу "како ухватити кривца" серије "Колумбо". 
Иако није званично потврђено, преносиле су се гласине да је лик Бена Метлока утемељен на колоритном заступнику Бобију Лију Куку, познатијем као "Декан Џорџијанских криминалистичких заступника. Кук, чија пракса није у Атланти него у малом планинском градићу, је заступник од '40-их и стекао је међународни углед због успеха у криминалистичким и грађанским тужбама.

## Епизоде
Метлок је емитован са 195 епизода у девет сезона. Четири двосатне и 32 дводелне епизоде су у серији емитоване. Шест епизода садрже снимке из ранијих епизода. Иако се, нумерички, Грифит појавио у више епизода где је играо шерифа Ендија Тејлора у серији Енди Грифит Шоу, он се више на екрану појавио као Бен Метлок.
| Сезона | Сезона | Број епизода | Оригинално емитовање | Оригинално емитовање |
| Сезона | Сезона | Број епизода | Почетак емитовања    | Крај емитовања       |
| ------ | ------ | ------------ | -------------------- | -------------------- |
|        | Пробна | 1            | 3. март 1986.        | 3. март 1986.        |
|        | 1      | 23           | 23. септембар 1986.  | 12. мај 1987.        |
|        | 2      | 24           | 22. септембар 1987.  | 3. мај 1988.         |
|        | 3      | 20           | 29. новембар 1988.   | 16. мај 1989.        |
|        | 4      | 24           | 19. септембар 1989.  | 8. мај 1990.         |
|        | 5      | 22           | 18. септембар 1990.  | 30. април 1991.      |
|        | 6      | 22           | 18. октобар 1991.    | 8. мај 1992.         |
|        | 7      | 18           | 5. новембар 1992.    | 6. мај 1993.         |
|        | 8      | 22           | 23. септембар 1993.  | 19. мај 1994.        |
|        | 9      | 18           | 13. октобар 1994.    | 7. мај 1995.         |

## Историје емитовања и рејтинзи
| Сезона  | Време | Рангираност | Рејтинг |
| ------- | --- | ----------- | ------- |
| 1986–87 | Уторком од 20:00 до 21:00 на НБЦ | 15          | 18.6    |
| 1987–88 | Уторком од 20:00 до 21:00 на НБЦ | 14          | 17.8    |
| 1988–89 | Уторком од 20:00 до 21:00 на НБЦ | 12          | 17.7    |
| 1989–90 | Уторком од 20:00 до 21:00 на НБЦ | 20          | 16.6    |
| 1990–91 | Уторком од 20:00 - 21:00 на НБЦ Недеља од 22:00 до 23:00 (20. септембар 1990.)                                                                      | 17          | 15.5    |
| 1991–92 | Петком од 20:00 до 21:00 на НБЦ | 39          | Н/Д     |
| 1992–93 | Четвртком од 20:00 до 21:00 на АБЦ | 28          | 13.3    |
| 1993–94 | Четвртком од 21:00 до 22:00 на АБЦ | 35          | Н/Д     |
| 1994–95 | Четвртком од 21:00 до 22:00 на АБЦ (Од 13. октобра 1994. до 12. јануара 1995.) Четвртком од 20:00 до 21:00 на АБЦ (Од 2. фебруара до 4. маја 1995.) | 61          | Н/Д     |

## Формат серије
Неколико промена је направљено у току почињања епизода. Начин представљања ликова је био отприлике исти, једино су се мењали ликови у сезонама. Енди Грифит, Линда Перл, Кен Холидеј, Ненси Стафорд, Кари Лајзер, Џули Сомарс, Кларенс Гилјард Мл., Брин Тејер, Данијел Робак и Керол Хјустон су се појављивали у шпици у сезонама у којима су били. 
Метлоков екран за рекламе се такође мењао. У раним епизодама је била сцена са Беном Метлоком пред браон екраном, око 1987. године екран је промењен у сив. Године 1992. је додат плави квадар око слова "М" од "Метлок". Касније у сезони 1993-94, реклама је избачена.

### Огранци
Џејк и Дебели је огранак који је базиран на ликовима који су се појавили у дводелној епизоди Метлока, "Дон" у првој сезони. Вилијам Конрад је играо тужиоца Џејмса Л. Макшејна, а Џо Пени је играо Пола Барона, сина Метлоковог клијента. Фред Силверман и Дин Харгроув су радили и на Метлоку и на Џејку и Дебелом, као и на Дијагнози: Убиство коју је створио Џојс Бердит (а која је сама огранак Џејка и Дебелог) 1993. године.

## Кућни видео

### DVD издања
"ЦБС Хоум Ентертајнмент" (увозник "Парамаунт") је издао свих девет сезона Метлока на DVD-у у Региону 1. 
7. априла 2015. године "ЦБС Хоум Видео" је издао DVD Метлок - Цела серија у Региону 1.
| Назив DVD-а              | Број епизода | Датум издавања    |
| ------------------------ | ------------ | ----------------- |
| Прва сезона              | 25           | 8. април 2008.    |
| Друга сезона             | 24           | 13. јануар 2009.  |
| Трећа сезона             | 20           | 7. јул 2009.      |
| Четврта сезона           | 24           | 2. март 2010.     |
| Пета сезона              | 22           | 20. јул 2010.     |
| Шеста сезона             | 22           | 25. јануар 2011.  |
| Седма сезона             | 18           | 21. фебруар 2012. |
| Осма сезона              | 22           | 12. фебруар 2013. |
| Девета и последња сезона | 18           | 16. јул 2013.     |
| Цела серија              | 195          | 7. април 2015.    |

### Стримовање
Прва сезона серије је доступна за стримовање преко "Амазон Видеа".